# Marta Guerrero García
Marta Guerrero García (Madrid, 28 de juny de 1965) és una il·lustradora, dissenyadora, colorista, retolista i directora d'animació. És considerada una de les grans autores de còmic de la dècada dels anys 80 i pionera del còmic underground.

## Trajectòria
Guerrero es formà artísticament a Madrid a l'Escola d'Arts Aplicades i Oficis Artístics. Començà al món del còmic amb fanzins com Aberración periodística i La Full en el Bull. A la dècada dels 80 realitzà col·laboracions en curts de cinema, obres de teatre underground i escenografies, treballant amb artistes com Jorge Berlinga, Javier Memba, Paloma Chamorro, Alberto García-Alix, Pedro Almodóvar i McNamara o el pintor Ceesepe.
En 1983, amb 18 anys, es traslladà a Barcelona, on començà la seva col·laboració amb l'editorial La Cúpula i començà a treballar a la revista El Víbora, de caràcter transgressor, com a guionista i dibuixant. Va crear i treballar en solitari a les sèries Los sonidos del morbo i Dolores sus Labores. Creà amb Alfredo Pons i José Luis Galiano el personatge de Sarita i van publicar quatre volums: Internas, Las aventuras de Sarita, Lumis y Cómplices.
El seu treball durant vint anys com a guionista i dibuixant a El Víbora va fer que fos considerada com una de les grans autores de còmic dels anys vuitanta. Deu anys més tard, col·laborà en una altra revista satírica ¡¡Al Ataque!! de Ediciones B.
Als anys 90 va anar deixant el món del còmic pel tancament de revistes i la dificultat de publicar. Després d'un període dedicat al disseny gràfic i a la il·lustració, l'any 2006 publicà... De ellas (De Ponent, 2006), un projecte que comptà amb el suport de l'Instituto de la Mujer i que mostra una cara més personal i un estil més realista. L'any 2017 va fer un curt d'animació experimental, El mag. Per aquest curtmetratge comptà amb la col·laboració de Jordi Boixaderas com a narrador i amb el músic Toni de Villasante, com a compositor de la banda sonora. Ha realitzat altres col·laboracions amb l'Editorial Koiné, el Ministeri de Cultura, la Universitat de Múrcia, ha il·lustrat llibres de text de l'editorial francesa La Baguette Magic i ha fet una guia de viatges, Rumbo a Rumanía, per a l'editorial Laertes.
Ha participat en exposicions col·lectives com "El cómic en la democracia española" (1975-2005), promoguda per l'Instituto Cervantes. També amb aquest institut ha realitzat nombroses col·laboracions per a promoure l'espanyol a partir dels còmics. L'any 2016, en la Reial Acadèmia d'Espanya a Roma, s'inaugurà l'exposició Presentes: autoras de tebeo de ayer y de hoy comissariada pel Col·lectiu d'Autores de Còmic, on Guerrero destacava com una de les dones importants en el món del còmic a Espanya. La seva obra també va aparèixer a l'exposició del MNAC "El Víbora còmix contracultural" l'any 2019. L'any 2023, l'exposició "¡Mujercitas del mundo entero uníos! Autoras de cómic adulto (1967-1993)" al Museo Reina Sofía, dins de Documenta23, reivindicava la seva figura i la de totes les vinyetistes de les dècades dels 70 i 80.